# Ivan Pintar (zdravnik)
Ivan Pintar, slovenski zdravnik ginekolog in zgodovinar medicine, * 30. maj 1888, Ljubljana, †  2. april 1963, Ljubljana.

## Življenje in delo
Ivan Pintar se je rodil očetu jezikoslovcu L. Pintarju in materi Mariji rojeni Kobilca (sestri slikakarke I. Kobilca). Osnovno šolo je obiskoval v Novem mestu, gimnazijo v Ljubljani kjer je 1906 tudi mataturiral, medicino pa je študiral na Dunaju in 1912 promoviral. Nato se je do 1914 specializiral za ginekologijo. Med vojno je bil avstrijski sanitetni častnik domala ves čas na galicijski in karpatski fronti. Po končani vojni je končal specializacijo v Ljubljani in do upokojitve 1950 delal na kot ginekolog v ambulanti Zavoda za socialno zavarovanje v Ljubljani. 
Za zgodovino medicine se je zanimal že kot študent, temeliteje se ji je posvetil po letu 1922. Na ljubljanski medicinski fakulteti je bil prvi predavatelj zgodovine medicine, in sicer od 1934 kot honorarni predavatelj (habilitiran 1939; okupator mu habilitacije med 2. svet. vojno ni priznal), od 1945 kot docent. Od konca februarja do junija 1945 je bil interniran v koncentracijskem taborišču Dachau.
Pintar je sistematično zbiral gradivo iz zgodovine medicine in ga predstavljal v strokovnih in poljudnih publikacijah ter časopisju. Objavil je tudi več strokovnih člankov iz ginekologije in drugih poljudnih naravoslovnih prispevkov. Skupaj je objavil 45 člankov in 3 knjige, med drugimi: Mediko-kirurški učni zavod v Ljubljani, njegov nastanek, razmah in konec (1939) in učbenik Kratka zgodovina medicine (1950). Leta 1945 je ustanovil Inštitut za zgodovino medicine pri Medicinski fakulteti v Ljubljani.